# 楚茨維爾
楚茨维尔（德語：Zuzwil）是瑞士联邦伯尔尼州伯尔尼高地区的市镇。该市镇面积为3.46平方千米，海拔高度565米，2018年12月31日人口数为577。